# Mario Turba
Mario Turba (Roma, 16 settembre 1909 – Cielo della Sardegna, 14 giugno 1942) è stato un militare e aviatore italiano, decorato di Medaglia d'oro al valor militare alla memoria nel corso della seconda guerra mondiale.

## Biografia

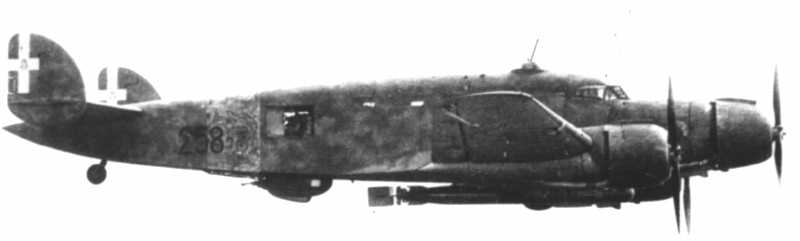
Il Savoia-Marchetti S.M.84 in versione aerosilurante.

Nacque a Roma il 16 settembre 1909. Dopo aver conseguito il diploma di perito industriale si arruolò nella Regia Aeronautica e nel 1928 iniziò a frequentare la Regia Accademia Aeronautica di Caserta da cui uscì con il grado di sottotenente pilota in servizio permanente effettivo nel 1931. L'anno successivo divenne pilota militare, e promosso tenente frequentò la Scuola caccia e poi svolse l'incarico di istruttore professionale di volo. Nel marzo 1935 fu assegnato all'Aviazione della Tripolitania, e promosso capitano nel 1936 fu trasferito in servizio al 15º Stormo Bombardamento Terrestre. Nel novembre del 1938 iniziò a prestare servizio presso il Comando della 3ª Zona Aerea Territoriale (Z.A.T.) sull'aeroporto di Centocelle, e nel febbraio 1940 passò al 12º Stormo Bombardamento Terrestre dove svolse l'incarico, dal maggio successivo, di aiutante di volo del comandante della 13ª Squadriglia.
Dopo la firma dell'armistizio, il 27 giugno 1940, entrò a far parte della Commissione Italiana d'Armistizio con la Francia (CIAF), incarico che mantenne fino al 1 agosto successivo quando fu assegnato al 36º Stormo Bombardamento Terrestre, allora dotato dei bombardieri Savoia-Marchetti S.79 Sparviero. Durante le successive operazioni belliche fu decorato con una Medaglia di bronzo al valor militare. A partire dal 27 novembre 1940 lo stormo, schierato sull'Aeroporto di Bologna-Panigale, iniziò l'addestramento alla specialità aerosiluranti, per essere equipaggiato con i Savoia-Marchetti S.M.84. Il 1 settembre 1941 lo stormo cambiò la sua denominazione da 36º Stormo B.T. a 36º Stormo aerosiluranti. Divenuto comandante del 109º Gruppo, cadde in combattimento il 14 giugno 1942, nel corso della battaglia di mezzo giugno, insieme al comandante dello stormo, tenente colonnello Giovanni Farina, e per onorarne il coraggio entrambi gli ufficiali vennero insigniti della Medaglia d'oro al valor militare alla memoria.

### Fonti
1. 1 2  Ufficio Storico dell'Aeronautica Militare 1969, p. 276.
2. 1 2 3 4 5 6  Combattenti Liberazione.
3. ↑  Ufficio Storico dell'Aeronautica Militare 1977, p. 115.
4. ↑  Ufficio Storico dell'Aeronautica Militare 1977, p. 116.
5. 1 2  Ufficio Storico dell'Aeronautica Militare 1977, p. 117.
6. ↑  Bollettino Ufficiale 1942, disp. 50, pag. 2716, e Bollettino Ufficiale 1942, disp. 5, pag. 292.